# 島嶼防衛用高速滑空弾

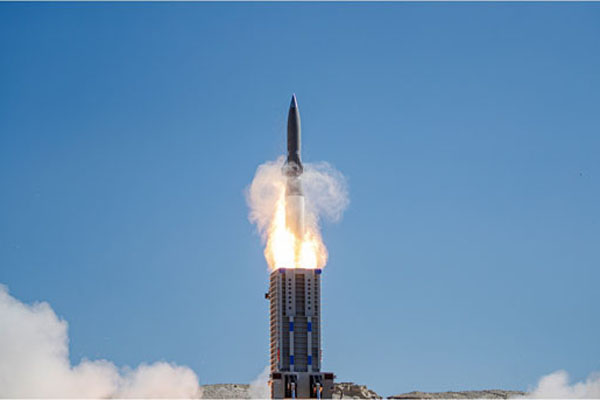
島嶼防衛用高速滑空弾の発射試験

島嶼防衛用高速滑空弾（とうしょぼうえいようこうそくかっくうだん、英: Hyper Velocity Gliding Projectile: HVGP）は、陸上自衛隊向けに開発されている地対地ミサイルである。
事実上の弾道ミサイル、極超音速滑空体（HGV）であり、島嶼防衛用との名が付くが敵基地攻撃能力にもなり得ると考えられている。
2026年（令和8年）度頃から射程数百キロのブロック1の配備を開始予定とし、2030年代からは射程3,000キロで極超音速飛行が可能なブロック2Bの配備を開始する予定である。また対艦用途を視野に入れた性能向上や、潜水艦発射型の開発も検討されている。

## 設計
本ミサイルは、離島などへの侵攻に対して敵兵器の脅威圏外から攻撃ができるスタンドオフ能力の獲得を目的としたとされている。まずは既存技術をベースとした早期装備型としてのブロック1を開発したのち、性能向上型のブロック2を開発することとなっている。
ロケットによって打ち上げたのちに滑空体が切り離され、弾道飛行を経て滑空飛行に移り、終末航程では急降下（ダイブ）によって目標に突入する。滑空体のみで飛翔させることでレーダー反射断面積（RCS）を極小化させられるほか、特に滑空飛行の段階では、GPSなど衛星測位システム（GNSS）の誘導を受けて複雑な軌道で飛行することも可能であり、高速度と相まって、従来のミサイルよりも迎撃が困難とされる。これはアメリカ合衆国や中華人民共和国などで開発が進められている極超音速滑空体と同様の手法である。ブロック2では、超音速飛翔に伴う衝撃波によって圧縮された空気により揚力を得るというウェイブライダー (Waverider) 技術を導入して、更に性能を向上させることとなっており、ブロック2Bでは第1段目の大型ロケットモータを極超音速誘導弾と共通化して、高高度での極超音速飛行を実現する。
ブロック1は射程300－500キロ程度の短距離弾道ミサイルになると推測されており（900kmという報道もある）、ブロック2は射程2,000キロ－3,000キロの準中距離弾道ミサイルとなる予定である。また対艦用途を視野に入れた性能向上や、潜水艦発射型の開発も検討されている。

## 開発史
ブロック1の開発は2018年（平成30年）度から着手されており、本来は2025年（令和7年）度から配備される予定だったが、2022年（令和4年）12月に発表された2023年（令和5年）度防衛予算の政府案において同年度から量産を開始することが示され、2023年（令和5年）4月6日に三菱重工業と契約した。2026年（令和8年）度から配備が開始される予定である。またブロック2も、当初は2028年（令和10年）度以降の装備化が予定されていたが、2022年（令和4年）12月に公表された事前の事業評価において、比較的早期に装備化可能なブロック2Aをスピンオフさせて2027年（令和9年）度までに開発を完了させたのち、2030年（令和12年）度までにブロック2Bの開発を完了させることが示され、2030年代に装備化を目指すことになっている。陸上自衛隊では、MLRSの後継として、高速滑空弾大隊2個の編成が決定しており、九州と北海道の駐屯地への配備を検討している。一方で、富士学校特科部長の中村雄久陸将補によれば、ウクライナにおけるロシアの侵攻にて、双方の多連装ロケット砲が活躍していることから、本邦におけるMLRSの廃止および島嶼防衛用高速滑空弾の具体的な配備計画に関して、結論が得られていないという。なお、2025年（令和7年）度予算概算要求では、新式装備への更新に伴い退役するMLRS等をモスボール保管する方針が示された。
2024年（令和6年）7月4日、防衛省は島嶼防衛用高速滑空弾（早期装備型）について、2024年（令和6年）3月23日に第1回、4月7日に第2回の事前発射試験をアメリカ合衆国カリフォルニア州で実施したことを発表した。この事前発射試験は、じ後の発射試験に向けた計測系の確認等を目的とするものである。
2025年（令和7年）2月7日、防衛省は島嶼防衛用高速滑空弾について、研究に必要なデータの取得を目的とした発射試験を行い、飛しょう等が予定どおり確認されたと発表した。発射試験は2024年（令和6年）8月から2025年（令和7年）1月にかけて、アメリカ合衆国カリフォルニア州において計4回行われた。